# Tecklenburg

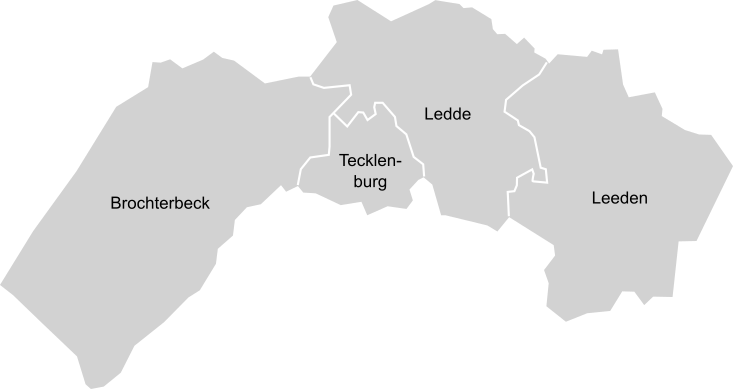
Ortsteile von Tecklenburg

Tecklenburg (ostwestfälisch Tiäkenbuorch) ist eine Kleinstadt im Kreis Steinfurt im Norden von Nordrhein-Westfalen. Sie liegt südwestlich von Osnabrück am Teutoburger Wald. Sehenswert ist der Stadtkern mit vielen Fachwerkhäusern. Tecklenburg liegt in der nach ihr benannten Region Tecklenburger Land (Kreis Steinfurt) im nördlichen Westfalen. Der Name lässt sich auf die in Tecklenburg befindliche Burg Tecklenburg und ihre Burgherren aus dem Grafenhaus Tecklenburg zurückführen. Des Weiteren war Tecklenburg einst Regierungssitz der Grafschaft Tecklenburg und später Verwaltungssitz des ehemaligen Kreises Tecklenburg.
Der weithin sichtbare historische Stadtkern ist, gemeinsam mit den Sichtachsen auf den Stadtkern sowie seiner Silhouette, denkmalgeschützt. Weitere denkmalgeschützte Baudenkmäler sind in der Liste der Baudenkmäler in Tecklenburg enthalten.

## Geographie
Ein Großteil der Kernstadt Tecklenburg liegt auf dem Bergrücken des Teutoburger Waldes. Nordwestlich der Stadt befindet sich der Staatsforst Sundern mit dem 149 Meter hohen Proll.

### Stadtgliederung

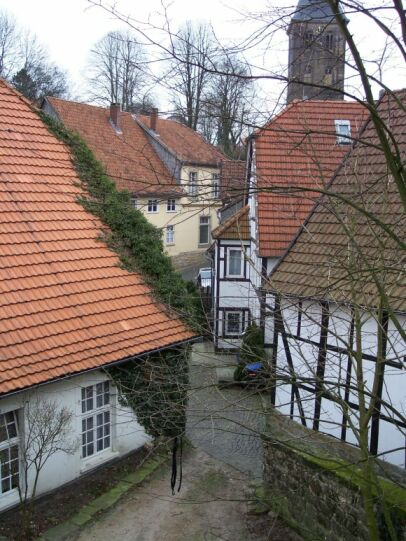
Tecklenburg, Blick auf einen Teil des Stadtkernes

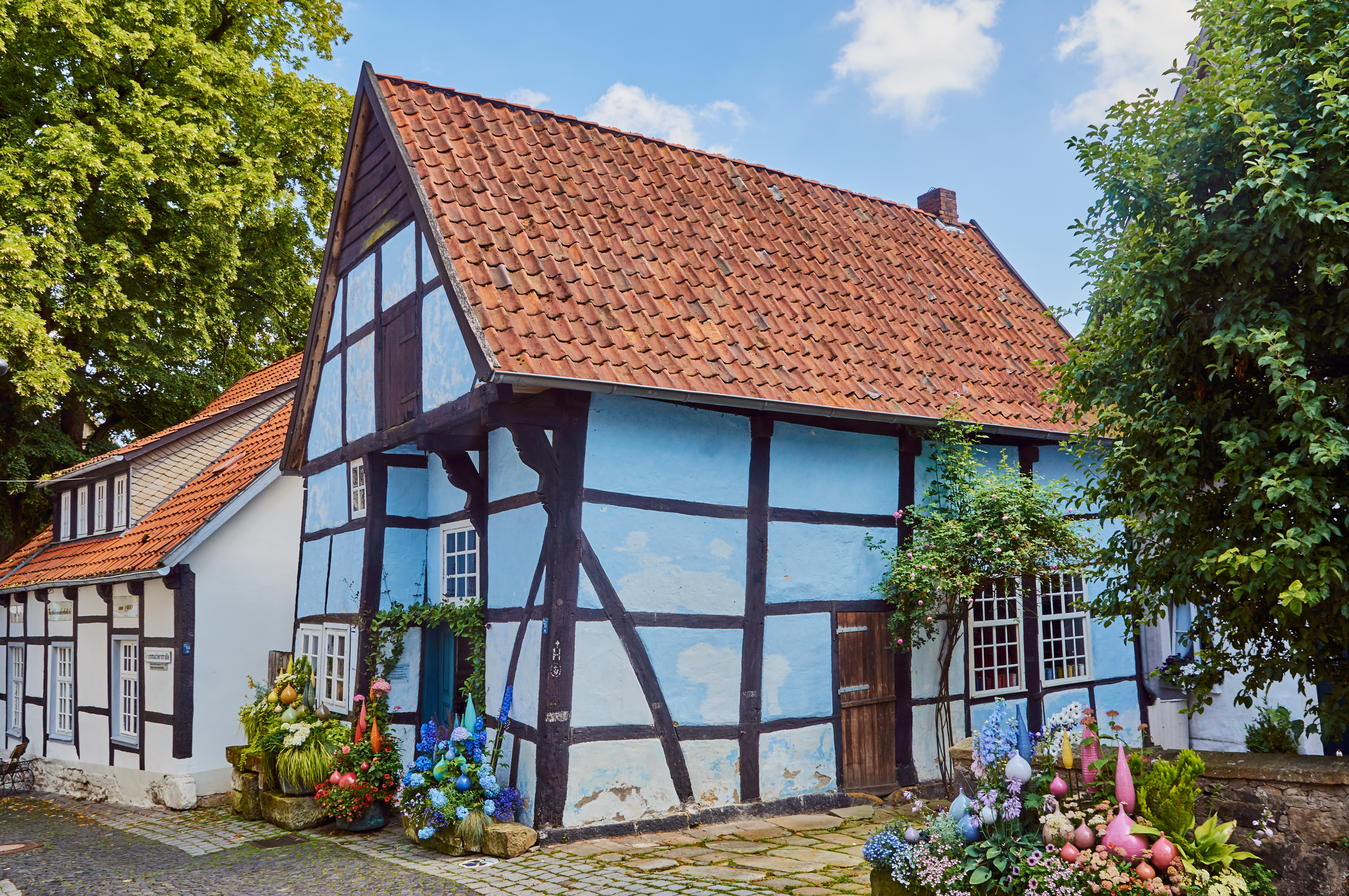
Das Leinenweberhaus von 1693 ist ein typisches Tecklenburger Fachwerkhaus

Das Stadtgebiet der Stadt Tecklenburg umfasst insgesamt vier Stadtteile:
- Tecklenburg
- Brochterbeck (mit den Bauerschaften Oberdorf, Niederdorf, Holthausen, Wallen-Lienen und Horstmersch)
- Ledde (mit den Bauerschaften Danebrock, Oberbauer und Wieck)
- Leeden (mit den Bauerschaften Loose und Oberberge)

### Nachbargemeinden
Das Stadtgebiet mit allen vier Ortschaften grenzt an insgesamt acht Städte und Gemeinden. Dabei ist Tecklenburg die Brücke zwischen dem nördlichen und südlichen Tecklenburger Land. Bereits im Münsterland gelegen ist die Gemeinde Saerbeck im Westen. Im Osten grenzt Tecklenburg an die Gemeinden Hagen a. TW und Hasbergen im Osnabrücker Land an.
| Ibbenbüren 9 km | Westerkappeln 12 km                         | Lotte 9 km        |
| Saerbeck 13 km  | Kompassrose, die auf Nachbargemeinden zeigt | Hasbergen 10 km   |
| Ladbergen 11 km | Lengerich 4 km                              | Hagen a. TW 12 km |

## Geschichte

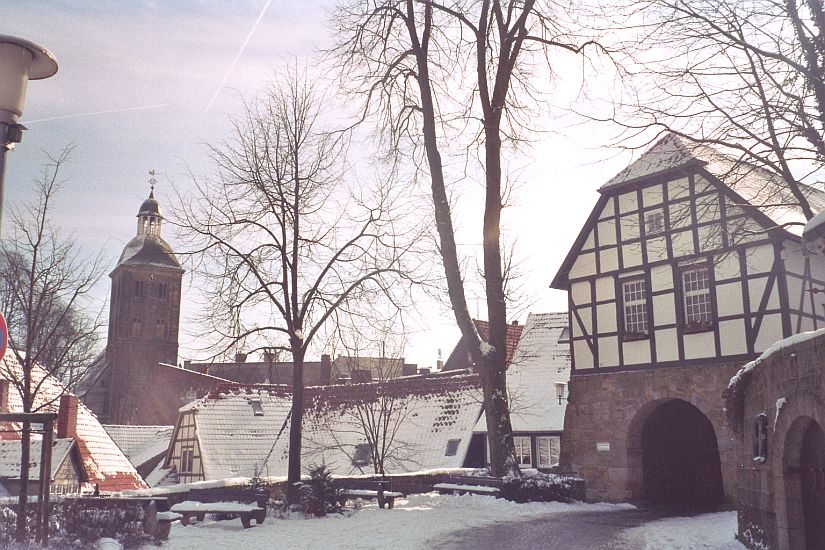
Tecklenburg, Blick von der Legge auf die Altstadt

Die Grafen von Tecklenburg besaßen im 13. und 14. Jahrhundert zeitweise die Kirchenvogteirechte über Münster und Osnabrück und waren durch Auseinandersetzungen mit den benachbarten Bistümern und Herrscherhäusern sowie Erbfolgen und Ehen in wechselnden Verhältnissen insbesondere mit den Grafen von Bentheim und den Herren von Steinfurt verbunden. Sie gründeten das Kloster Malgarten in Bramsche. In der evangelischen Pfarrkirche von Tecklenburg befindet sich das Grabmal des Grafen Konrad von Tecklenburg († 1557), das der Bildhauer Johann Brabender aus Münster (Westfalen) schuf.
Die Grafen besaßen unter anderem Herrschaftsrechte, Ländereien und Schlösser im südwestlichen Niedersachsen sowie insbesondere in den Herrschaften Lingen, Rheda und Limburg und am Niederrhein. Die Stadt Tecklenburg wurde 1226 als Suburbium urkundlich erwähnt und 1388 erstmals „stad“ genannt. Sie erhielt zu Beginn des 17. Jahrhunderts vom Grafen Adolf von Bentheim-Tecklenburg ein eigenes Stadtrecht. 1707 kam Tecklenburg unter preußische Herrschaft, nachdem das Königreich Preußen Grafschaft und Stadt gekauft hatte.
Die Grafschaft Tecklenburg gehörte zum Niederrheinisch-Westfälischen Reichskreis.

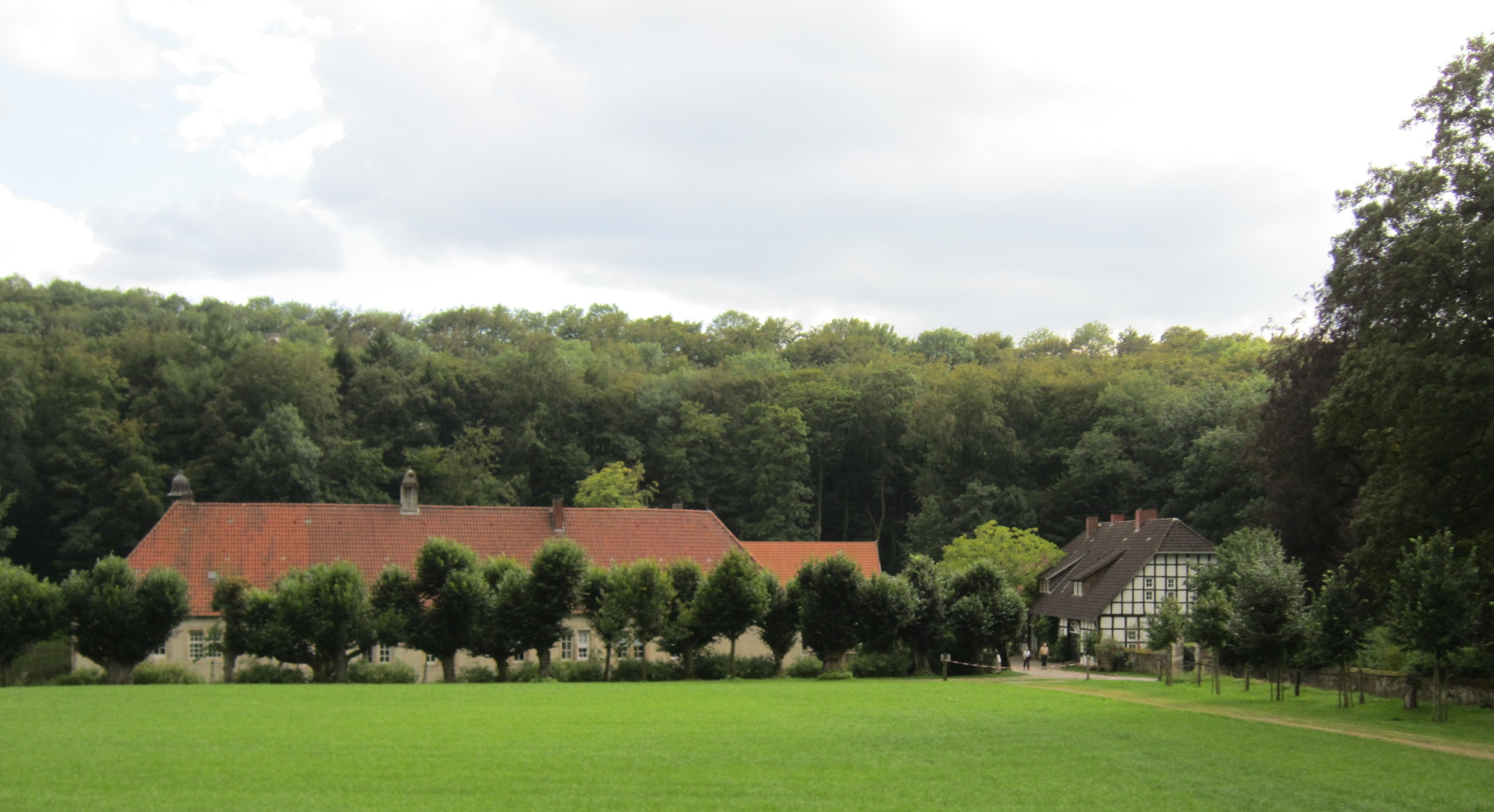
Haus Marck

Unterhalb des Südwesthangs des Teutoburger Waldes befindet sich das Wasserschloss Haus Marck, ein im 14. Jahrhundert erbauter Herrensitz, auf dem 1643 die Vorverhandlungen zum Westfälischen Frieden stattfanden.
Wichtigster Wirtschaftsfaktor war im 17. und 18. Jahrhundert die Produktion des so genannten Tecklenburger Löwendlinnens, grobe Leinwand, die insbesondere nach England, in die Niederlande und nach Spanien verkauft wurde.
Nach erfolglosen Versuchen, die Burg instand zu setzen, begann man auf Anordnung der preußischen Regierung, ab 1744 Teile der Burg zu schleifen. Nach dem Ende der Napoleonischen Kriege wurde 1815 der Landkreis Tecklenburg gebildet.
Am 8. September 1904 vernichtete ein Großfeuer am Markt fünf Häuser und zwei Schuppen. Aufgrund der Löschwasserknappheit wurde daraufhin das Wasserwerk Tecklenburg gebaut, welches eines der Vorläufer des Wasserversorgungsverband Tecklenburger Land darstellte.

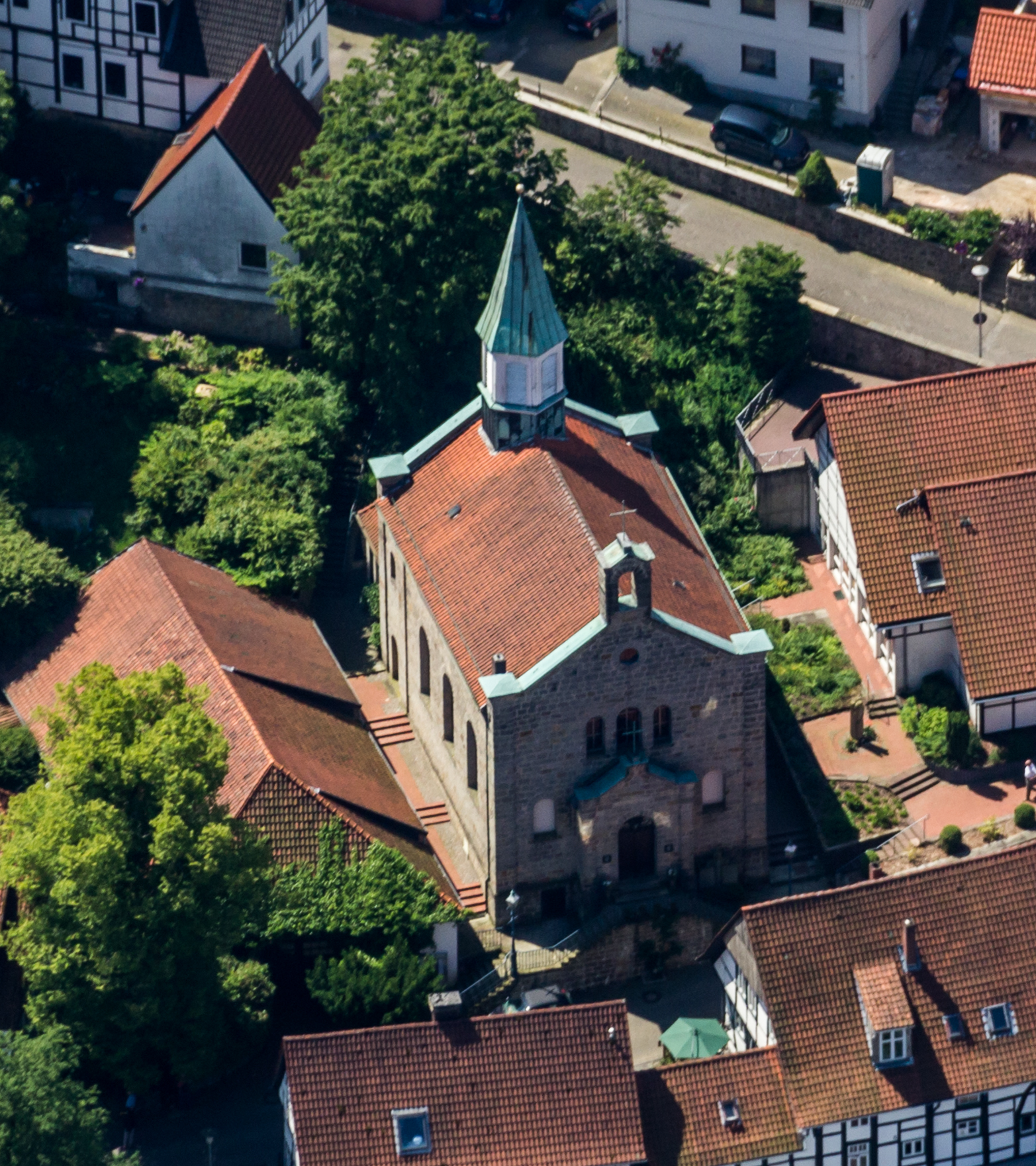
St.-Michael-Kirche

Die Stadt war bis 1974 Sitz der Kreisverwaltung. Bei der Kreis- und Gemeindegebietsreform, die am 1. Januar 1975 in Kraft trat, wurden die Orte der Amtsgemeinde Tecklenburg (Brochterbeck, Leeden, Ledde und Tecklenburg) zur Stadt Tecklenburg zusammengeschlossen und aus dem Kreis Tecklenburg und dem alten Kreis Steinfurt der neue Kreis Steinfurt gebildet.
Seit dem 26. August 1974 ist Tecklenburg ein staatlich anerkannter Luftkurort. Die Anerkennung Tecklenburgs zum Kneippkurort erfolgte am 10. Dezember 1999.
2014 erhielt Tecklenburg bezugnehmend auf die Freilichtspiele den Namenszusatz Die Festspielstadt.

## Konfessionsstatistik
Laut dem Zensus 2011 waren im Jahr 2011 49,0 % der Einwohner evangelisch, 32,9 % römisch-katholisch und 18,1 % waren konfessionslos, gehörten einer anderen Glaubensgemeinschaft an oder machten keine Angabe. Die Zahl der Protestanten und Katholiken ist seitdem gesunken. Ende Dezember 2020 waren von den 9544 Einwohnern 42,2 % (4031) evangelisch, 30,1 % (2868) römisch-katholisch und 27,7 % (2645) gehörten entweder einer anderen Glaubensgemeinschaft an oder waren konfessionslos.

## Besonderheiten
Tecklenburg ist eine der wenigen Ortschaften im Münsterland, in denen der historische Stadtkern weitgehend erhalten werden konnte. Die Burg Tecklenburg, die heute als Bühne der Freilichtspiele Tecklenburg benutzt wird, war im Mittelalter wegen ihrer günstigen Lage, durch die eine wichtige Passstraße über den Osning überwacht und Zölle und Abgaben verlangt werden konnten, regional von großer Bedeutung. Sowohl die Burg als auch die Stadt waren ein Stützpunkt auf der Handelsstrecke Lübeck–Bremen–Münster–Köln. Gleichzeitig führte eine Teilstrecke des Jakobsweges über diesen Pass, den die Pilger des nördlichen Europas auf dem Weg zum Grab des Apostels nach Santiago de Compostela benutzten. Auch den Rompilgern wurde der Weg über Tecklenburg empfohlen.
Das dem reformierten Glauben angehörende Grafenhaus unterstützte den aus Brabant stammenden Arzt Johann Weyer (oder Wier), der sich in Deutschland als erster öffentlich gegen die Hexenverfolgungen ausgesprochen hatte. Insbesondere die von 1562 bis 1580 herrschende Gräfin Anna von Tecklenburg-Schwerin, die selbst Heilkräuterkundige war, förderte seine Tätigkeit. Die Exzesse der Hexenverbrennung wurden so im Tecklenburger Territorium verhindert. 1588 starb Weyer auf der Tecklenburg. Er wurde in der von 1562 bis 1566 erbauten Stadtkirche bestattet; zu seinem Gedenken wurde 1884 der Wierturm errichtet, mit dessen Bau der Verschönerungsverein das Burggelände prägen wollte. Heute wird das Thema „Hexen“ touristisch vermarktet. Der Rundwanderweg „Hexenpfad“ führt von der Burgruine aus über die sogenannte Hexenküche, das Rolandsgrab und am Heidentempel vorbei nach etwa fünf Kilometern zurück in die Stadt. Über diese Orte sind viele Sagen und Geschichten überliefert.
Aus der Tecklenburger Bürgerfamilie Krummacher stammen zwei bekannte evangelische Theologen, die die niederrheinische Erweckungsbewegung stark beeinflussten. Es sind die Brüder Friedrich Adolf Krummacher (1767–1845) – seine auch von Goethe rezensierten Parabeln waren in ganz Deutschland und in Übersetzungen im europäischen Ausland verbreitet – und Gottfried Daniel Krummacher (1774–1837). An Friedrich Adolf Krummacher erinnern in Tecklenburg die Krummacherstraße, das Krummacher-Haus und die Krummacher-Schule.
Ein weiterer berühmter Sohn der Stadt ist der Theologe Friedrich von Bodelschwingh der Ältere, der in Bielefeld die v. Bodelschwinghschen Anstalten Bethel aufbaute.
Aus dem Ortsteil Leeden stammte wahrscheinlich die Patrizier- und Adelsfamilie Leden, die im Mittelalter einen Bürgermeister und zwei zweite Bürgermeister der Altstadt von Osnabrück stellte. Sie hatte dort ihren Sitz im Ledenhof, einem Steinwerk mit Palas, sowie im Schloss Ledenburg in Nemden.

## Weinberg

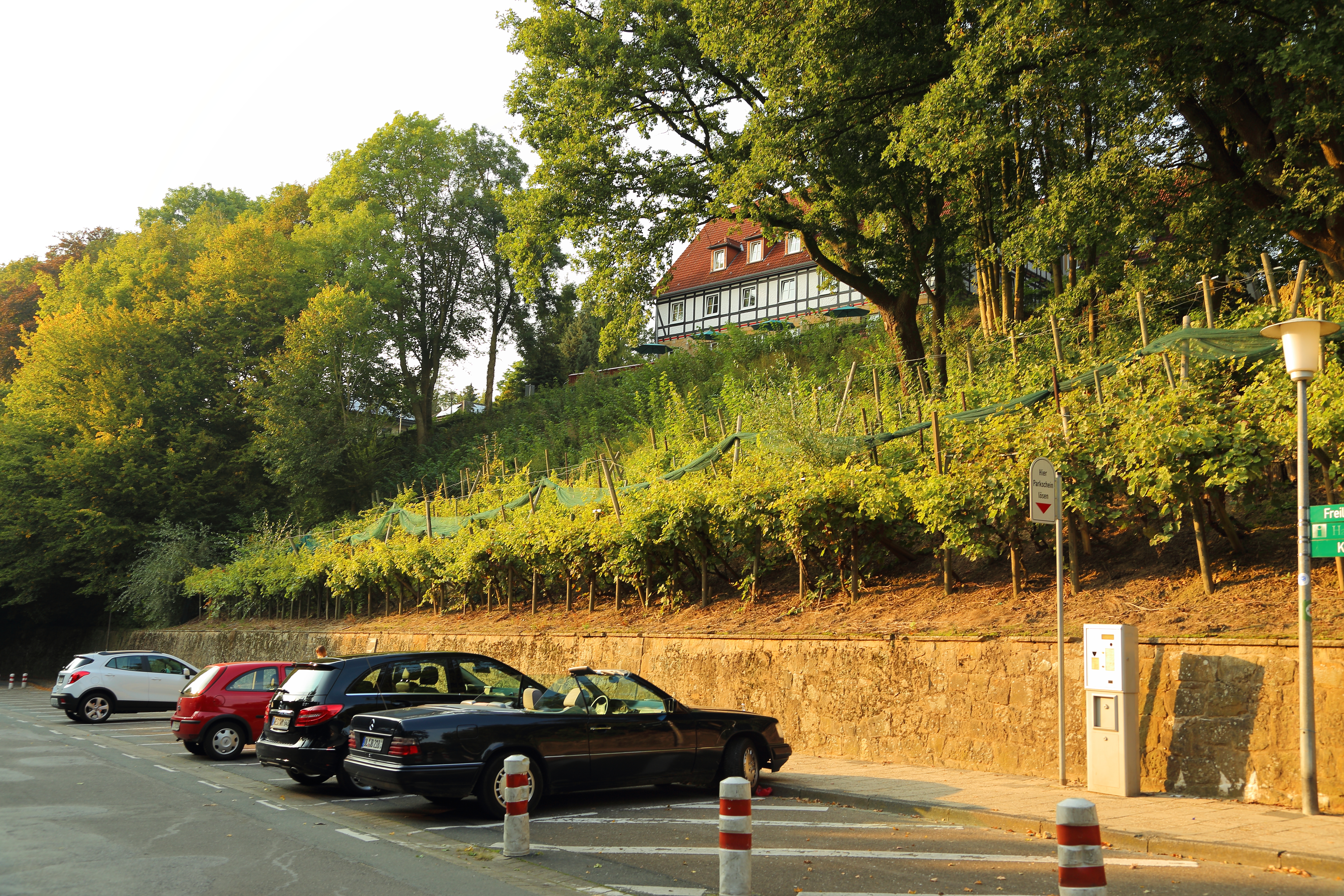
Der Weinberg am Burgberg

Am Südhang des Burgberges wurde schon zu Zeiten der Grafen von Tecklenburg Wein angebaut. Im Jahr 1987 wurden am alten Weinberg wieder Rebstöcke gepflanzt. Der erste Wein wurde 1989 gekeltert. Kurzzeitig galt dieser Weinberg in den 1980er Jahren als der nördlichste in Deutschland. Im Frühjahr 2015 wurden am Weinberg Reben der Rotweinsorte Regent gepflanzt. Die Trauben dieser Sorte wurden 2017 erstmals gekeltert.

## Politik

### Stadtrat
Die Sitze des Stadtrats verteilten sich nach den vergangenen vier Kommunalwahlen wie folgt:
|      | CDU | SPD | FDP | Grüne | EB | Gesamt |
| 2020 | 8   | 9   | 3   | 6     | –  | 26     |
| 2014 | 10  | 11  | 1   | 4     | –  | 26     |
| 2009 | 10  | 11  | 5   | 3     | 1  | 30     |
| 2004 | 12  | 10  | 5   | 3     | –  | 30     |

### Bürgermeister
- Seit 2009 Stefan Streit (SPD)
- 1995–2009 Wilfried Brönstrup[16]
- 1994–1995 Klaus Martin Lausberg (CDU)
- 1989–1994 Klaus Holthaus (SPD)[17]
- 1984–1989 Klaus Martin Lausberg (CDU)[18]
- 1979–1984 Gunther Sieg (SPD)
- 1975–1979 Walter Lagemann (FDP)[19]
- 1975 Florenz Peters (kommissarisch)[20]

### Städtepartnerschaft
- Chalonnes-sur-Loire (Frankreich)

Seit 1982 ist die französische Stadt Chalonnes-sur-Loire im Département Maine-et-Loire Partnerstadt von Tecklenburg.

### Wappen
Ein durch einen blauen Balken mit goldenem (gelben) liegendem Anker geteilter silberner (weißer) Schild. Im Schildhaupt zwei rote Seerosenblätter und im Schildfuß ein rotes Seerosenblatt.
Das Wappen der Stadt Tecklenburg besteht aus zwei wesentlichen Elementen. Die Seerosenblätter versinnbildlichen die Verbundenheit mit der Grafschaft Tecklenburg und stammen aus dem Grafschaftswappen. Der Anker war das Symbol der Grafschaft Lingen. Wie der Anker in das Stadtwappen gelangen konnte, ist strittig, da keine historische Verbindung zwischen der Stadt Tecklenburg und der Grafschaft Lingen besteht. Die Grafschaft Tecklenburg nahm später den Lingener Anker in das Wappen auf, um die historischen Rechte auf diese Gebiete zu verdeutlichen. Eine Übernahme dieser Symbolik in das Stadtwappen wird daher angenommen. Viele Gemeinden im Tecklenburger Land führen die Seerosenblätter oder den Anker in ihrem Wappen.

Wappen der Stadt Tecklenburg
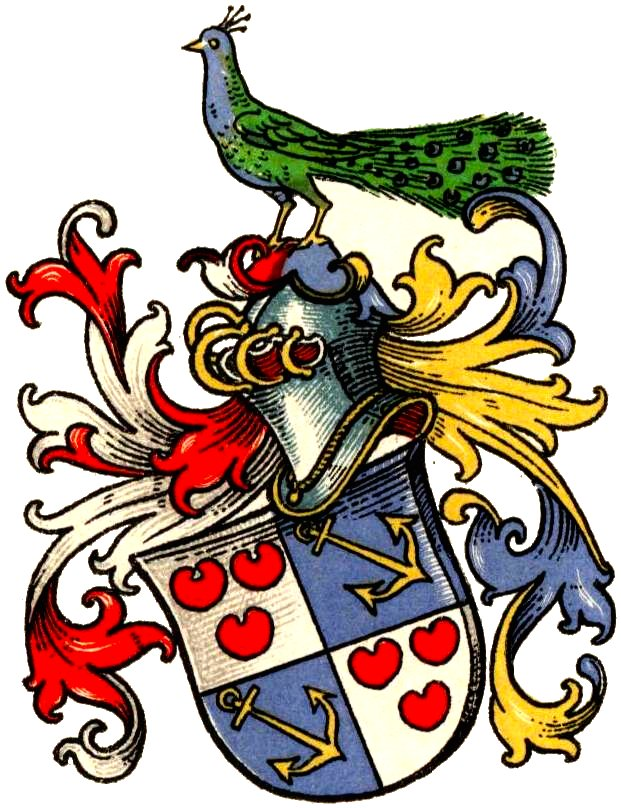
Grafschaftswappen Tecklenburg-Lingen
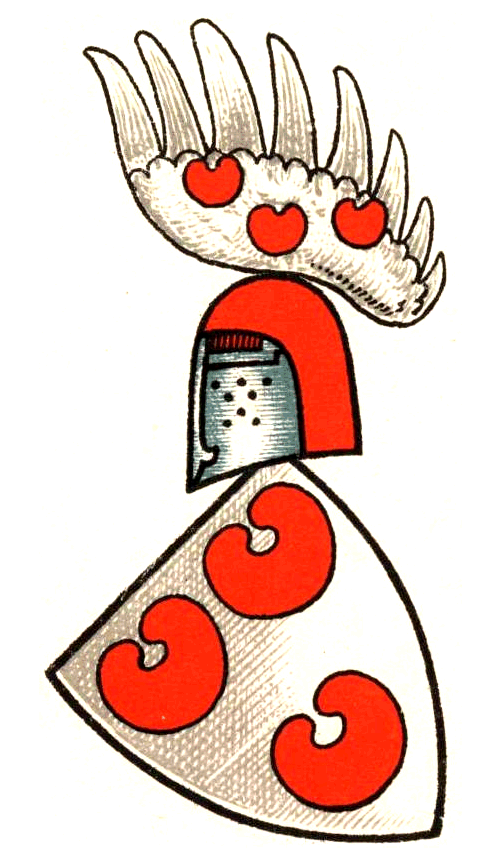
Tecklenburger Grafschaftswappen
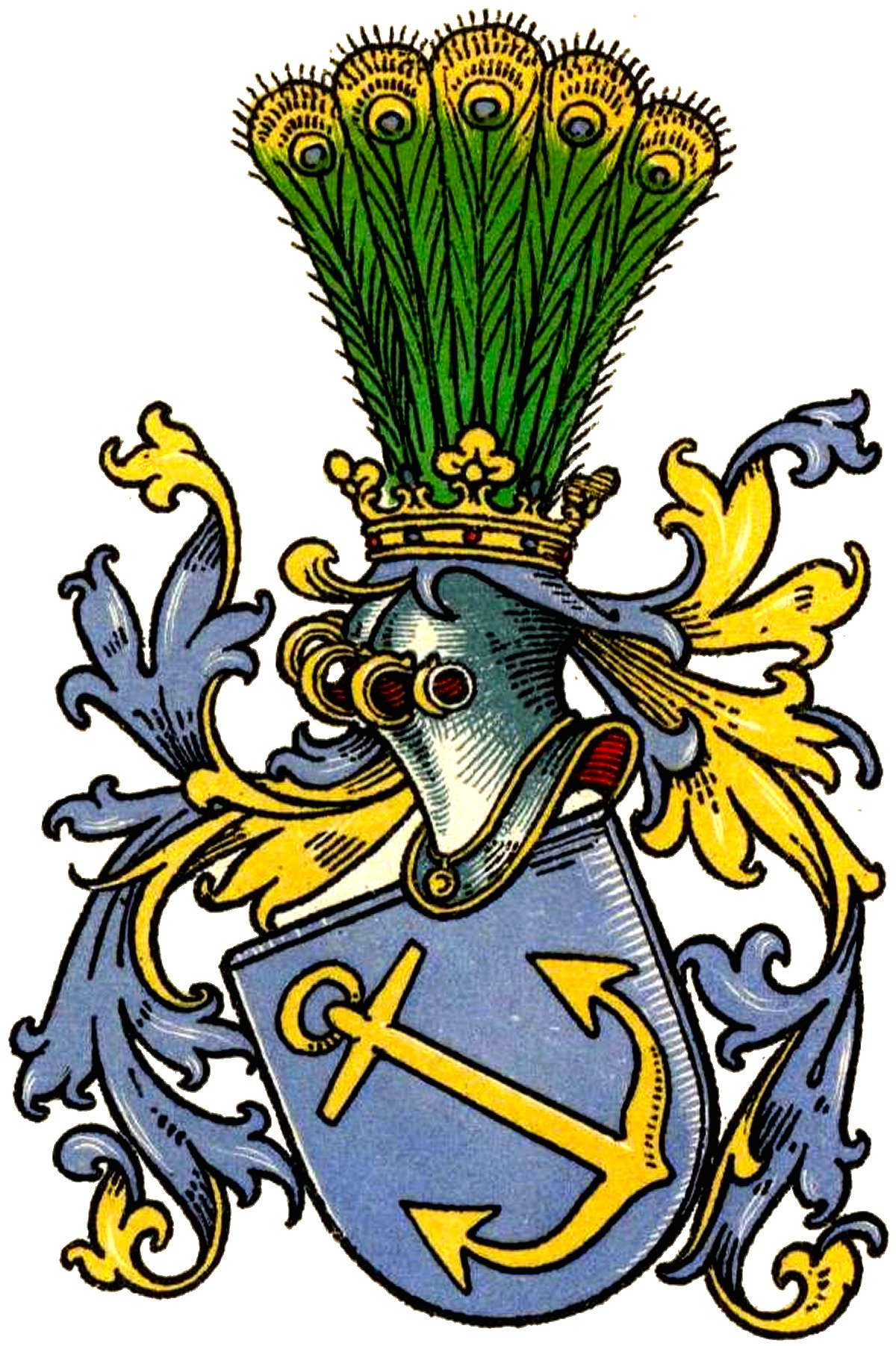
Lingener Grafschaftswappen

Wappen vor 1975 der Tecklenburger Ortsteile:

Brochterbeck
Ledde
Leeden

## Verkehr

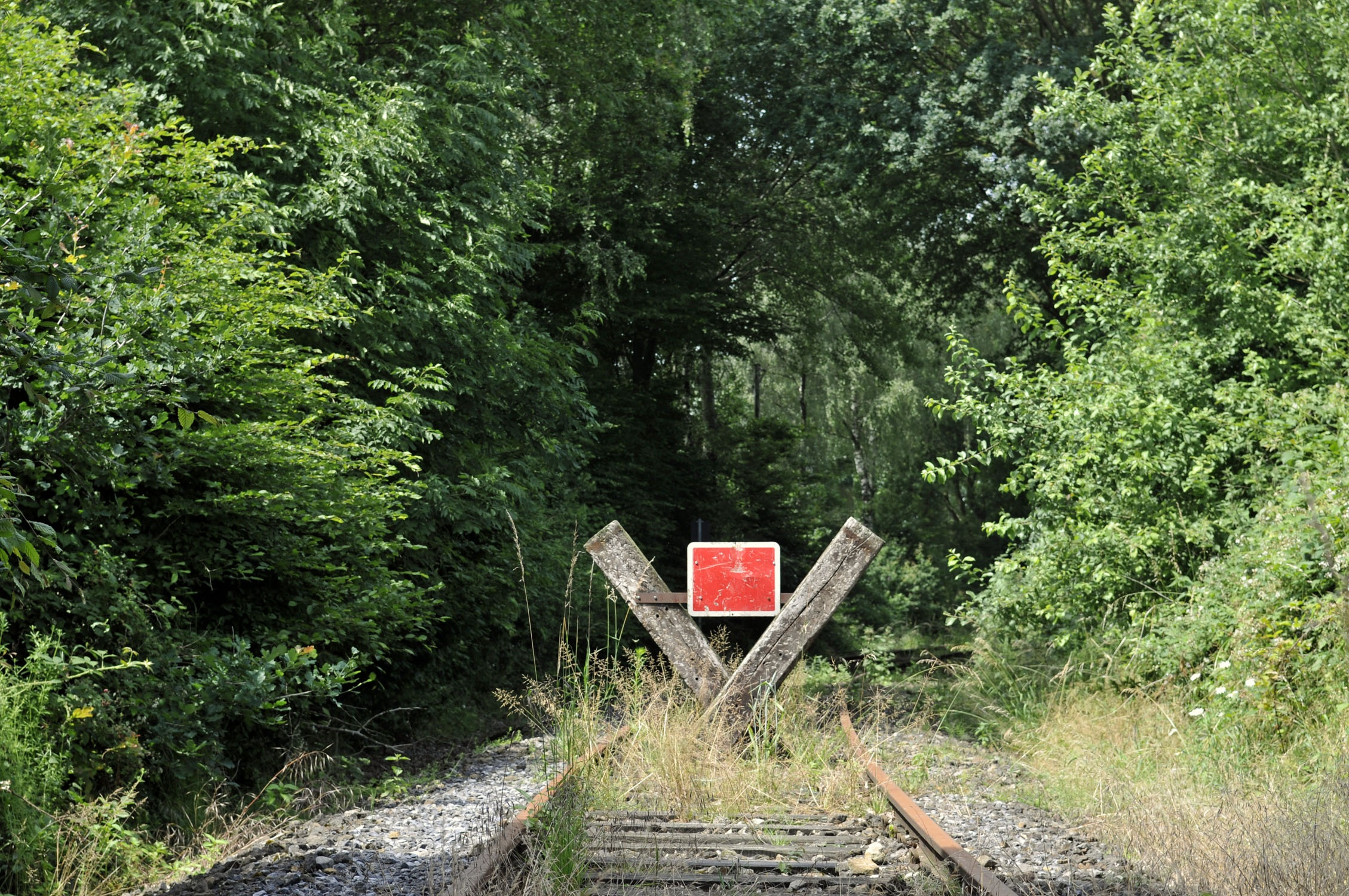
Seit Unwettern im Sommer 2010 sind Gleise der Bahnstrecke Ibbenbüren–Hövelhof der Teutoburger Wald-Eisenbahn (TWE) gesperrt.

### Eisenbahnverkehr

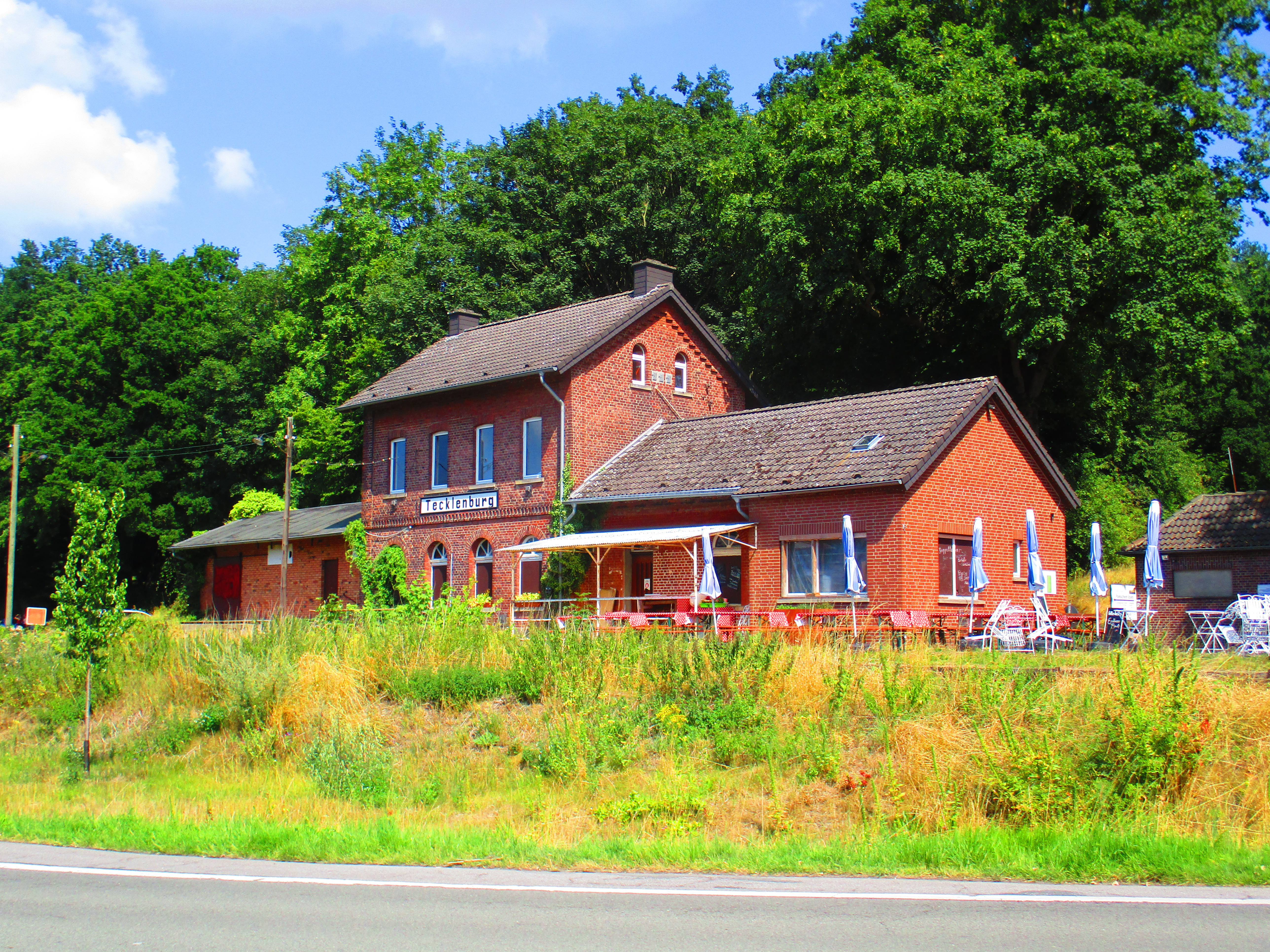
Ehemaliges Bahnhofsgebäude Tecklenburg

Der bis 1968 auch im Personenzugverkehr bediente Bahnhof Tecklenburg liegt an dem 1901 eröffneten Streckenabschnitt Ibbenbüren / Hafen Dörenthe–Lengerich (Westf) der Bahnstrecke Ibbenbüren–Hövelhof der Teutoburger Wald-Eisenbahn und wird heute nur noch sporadisch für den Güterverkehr und Sonderfahrten des Teuto-Express genutzt.
Nachdem es infolge der Sommerunwetter im August 2010 zu einem Dammrutsch gekommen ist, endet der „Teuto-Express“ aus Lengerich bereits in Tecklenburg und kann nicht mehr weiter über Brochterbeck bis Ibbenbüren Aasee fahren.
Als nach einem Jahr die Gleise auch noch in Richtung Süden unterbrochen und vom neuen TWE-Eigentümer Captrain Deutschland nicht repariert wurden, gründete sich im Januar 2012 ein „Aktionsbündnis pro TWE“, das sich u. a. den langfristigen Erhalt und die regelmäßige Nutzung der Teutoburger Wald-Eisenbahn in den Bereichen Freizeit- und Tourismusverkehr zum Ziel gesetzt hat.

### Busverkehr
Es gibt von Tecklenburg im Taktverkehr eine Buslinie zum Bahnhof Lengerich, wo Zuganschlüsse nach Osnabrück und Münster–Düsseldorf bestehen sowie zum Bahnhof Ibbenbüren mit Zuganschlüssen nach Osnabrück und Rheine. Vom Ortsteil Leeden fährt eine Buslinie nach Lotte (mit Busanschluss in Lotte nach Osnabrück) sowie nach Lengerich. Zudem verkehren saisonal am Wochenende Freizeitbusse mit Fahrradanhänger.

### Straßenverkehr
Über die Anschlussstelle „Lengerich“ der Bundesautobahn 1 oder die Anschlussstelle „Laggenbeck“ über die A 30 ist Tecklenburg erreichbar.

### Fahrradverkehr
Tecklenburg ist an die Radwanderwege 100-Schlösser-Route und Radroute Historische Stadtkerne angeschlossen.

### Flugverkehr
Der Flughafen Münster-Osnabrück ist etwa 19 km entfernt.

### Pendler
Tecklenburg ist eine Einpendlergemeinde, in der mehr Personen ein- als auspendeln.
Die Zahl der Auspendler betrug im Jahr 2015 3388 Personen, die der Einpendler 3854.
Die wichtigsten Arbeitsorte der Tecklenburger Bevölkerung sind Osnabrück, Ibbenbüren und Lengerich.
Innerörtlich pendeln 1175 Tecklenburger Bürger zu ihrem Arbeitsplatz.
Auspendler
| Arbeitsort        | 2013  | 2014  | 2015  |
| ----------------- | ----- | ----- | ----- |
| Lengerich         | 766   | 751   | 775   |
| Ibbenbüren        | 467   | 445   | 467   |
| Osnabrück         | 452   | 466   | 457   |
| Münster           | 260   | 263   | 278   |
| Rheine            | 81    | 92    | 84    |
| Hörstel           | 80    | 77    | 86    |
| Georgsmarienhütte | 77    | 74    | 72    |
| Hagen             | 70    | 79    | 76    |
| Westerkappeln     | 62    | 74    | 80    |
| Lotte             | 60    | k. A. | k. A. |
| Hasbergen         | k. A. | 62    | 72    |

Einpendler
| Wohnort       | 2013 | 2014 | 2015 |
| ------------- | ---- | ---- | ---- |
| Ibbenbüren    | 974  | 973  | 1034 |
| Lengerich     | 692  | 714  | 692  |
| Westerkappeln | 186  | 172  | 186  |
| Greven        | 160  | 172  | 169  |
| Hörstel       | 156  | 163  | 167  |
| Lienen        | 140  | 146  | 158  |
| Mettingen     | 141  | 146  | 158  |
| Osnabrück     | 133  | 136  | 147  |
| Recke         | 107  | 115  | 133  |
| Münster       | 112  | 125  | 130  |

## Öffentliche Einrichtungen

### Freiwillige Feuerwehr
Insgesamt vier Löschzüge befinden sich in den Ortschaften Brochterbeck, Ledde, Leeden und Tecklenburg.

### Polizei
Eine Dienststelle befindet sich im Untergeschoss des Rathauses in Tecklenburg.

### Grundschulen
Es gibt eine Grundschule (Teutoburger-Wald-Schule) mit vier Standorten:
- Bruder-Klaus-Schule Brochterbeck
- Stiftsschule Leeden
- Friedrich-Adolf-Krummacher-Schule Tecklenburg
- Grundschule Ledde

### Weiterführende Schulen
- Graf-Adolf-Gymnasium
- Gesamtschule Lengerich/Tecklenburg (Standort Tecklenburg)

### Weitere Einrichtungen
- Kreishaus Tecklenburg
- Amtsgericht Tecklenburg
- Diakonisches Werk im Kirchenkreis Tecklenburg
- Evangelische Jugendbildungsstätte Tecklenburg
- LWL Jugendheim Tecklenburg
- Jugendherberge Tecklenburg
- Otto Modersohn Museum Tecklenburg
- Puppenmuseum Tecklenburg mit Sammlungen zur regionalen Kulturgeschichte

## Persönlichkeiten

### Söhne und Töchter der Stadt
- Adolf von Tecklenburg (um 1185–1224), Bischof von Osnabrück
- Johann Renner (1525–1583), Notar und Chronist
- Johann-Adolf von Bentheim-Tecklenburg (1637–1704), Standesherr
- Friedrich Balcke (1726–1803), Landrat und Gutsbesitzer
- Bernhard Moritz Snethlage (1753–1840), Pädagoge
- Friedrich Adolf Krummacher (1767–1845), Theologe
- Carl Friedrich August Naber (1796–1861), deutsch-niederländischer Orgelbauer
- Ludwig von Diepenbroick-Grüter (1804–1870), deutscher Landrat
- Gustav von Diepenbroick-Grüter (1815–1899), Richter und Politiker
- Friedrich von Bodelschwingh der Ältere (1831–1910), Theologe
- Theodor Cuno (1846–1934), deutsch-amerikanischer Maschinenbauingenieur und Mitglied der Ersten Internationale
- Hermann Beitzke (1875–1953), Mediziner und Tuberkuloseforscher
- Marie Torhorst (1888–1989), Reformpädagogin, Volksbildungsministerin in Thüringen 1947–1950, Bildungspolitikerin und Dozentin in der DDR, SED-Funktionärin
- Erwin Vierow (1890–1982), General der Infanterie
- Erich Engels (1908–1951), SS-Hauptsturmführer, wegen Kriegsverbrechen in Warschau hingerichtet
- Kord Baeumer (1926–1998), Pflanzenbauwissenschaftler
- Stefan Klein (* 1950), Journalist
- Ernst Osterkamp (* 1950), Germanist, ehem. Präsident der Akademie für deutsche Sprache, Hochschullehrer
- Wilfried Grunendahl (* 1952), Politiker
- Holger Preuß (* 1968), Sportökonom und -soziologe, Hochschullehrer

### Mit der Stadt verbundene Personen
- Dietrich Becker (* 7.  Juli 1923 in Königsberg), Kreisamtsrat, seit 1949 Mitglied der Freilichtbühne und ab 1970 Leiter der Freilichtspiele Tecklenburg
- Alf Depser (1899–1990), Chemiker, Maler, Zeichner, Holzschneider und Grafiker, wirkte u. a. in Tecklenburg
- Hermann Höhn (1912–1997), war von 1958 bis 1978 Pfarrer der Evangelischen Kirchengemeinde Ledde und wesentlich an Gründung und Aufbau der Ledder Werkstätten beteiligt; wohnte ab 1978 in Tecklenburg
- Heinz Peter Kämmerer (1927–2017), war von 1974 bis 1992 Chefarzt der chirurgischen Abteilung des Lengericher Krankenhauses, der jetzigen Helios Klinik, und im Vorstand des Matthias-Claudius-Hauses in Tecklenburg. Er lebte von 1980 bis zu seinem Tode in Tecklenburg.
- Anja Karliczek (* 1971), Kauffrau, Politikerin und vom 14. März 2018 bis 8. Dezember 2021 Bundesministerin für Bildung und Forschung (CDU), in Brochterbeck beheimatet
- Walter Rehmer (1893–1984), Ehrenbürger der Stadt Tecklenburg, Bürgermeister der Stadt Tecklenburg, Kommunalpolitiker (Kreistagsmitglied), stellvertr. Schulleiter am Graf–Adolf–Gymnasium Tecklenburg.
- Hans-Jürgen Wegener (1928–2016), der Forstbeamte war fast 19 Jahre lang forstlicher Leiter der Höheren Forstbehörde Westfalen-Lippe in Münster; er lebte von 1968 bis zu seinem Tode in Tecklenburg.
- Johann Weyer (oder Wier) (1515 oder 1516–1588), hatte sich in Deutschland als erster öffentlich gegen die Hexenverfolgungen ausgesprochen. Insbesondere die von 1562 bis 1580 herrschende Gräfin Anna von Tecklenburg-Schwerin, die selbst Heilkräuterkundige war, förderte seine Tätigkeit.